# Světlá (Studená)

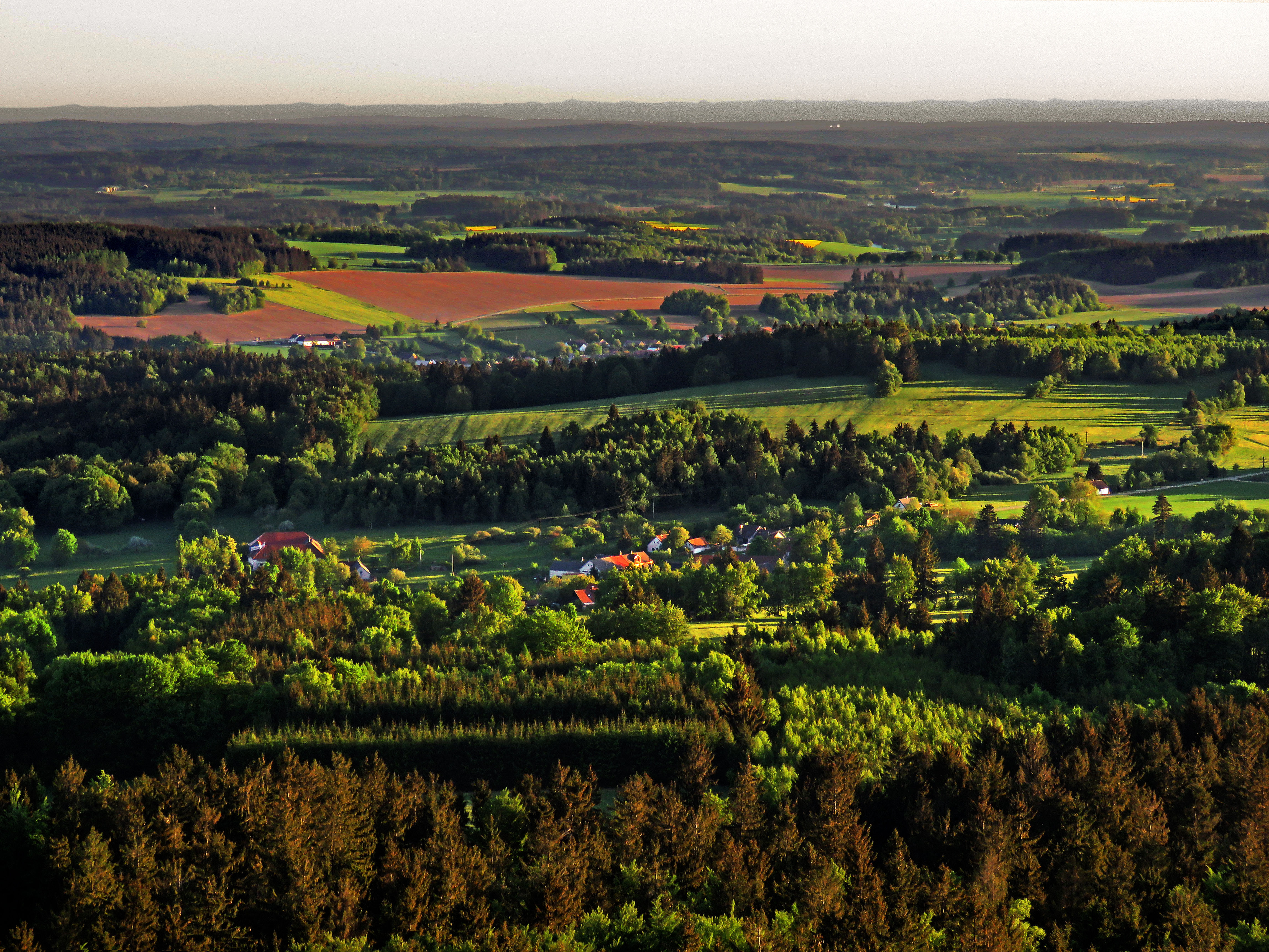
Blick von der Javořice auf Světlá

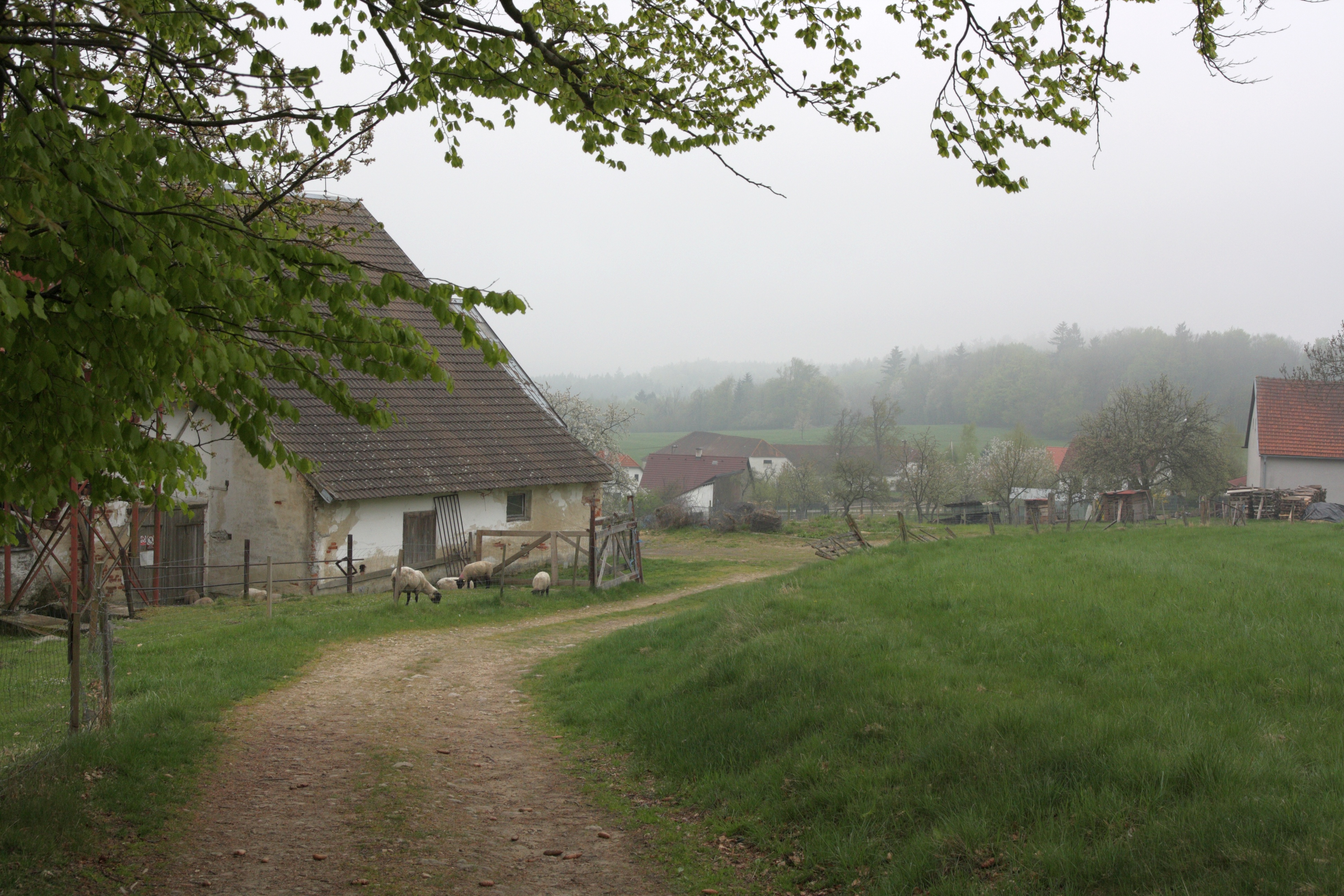
Ortsansicht von Norden

Světlá (deutsch Swietla) ist ein Ortsteil der Gemeinde Studená (Studein) in Tschechien. Er liegt neun Kilometer südöstlich von Počátky (Potschatek) und gehört zum Okres Jindřichův Hradec.

## Geographie
Der von ausgedehnten Wäldern umgebene Rundling Světlá befindet sich in der Quellmulde des Baches Světelský potok in den Jihlavské vrchy (Iglauer Bergen) und ist das östlichste Dorf im Jihočeský kraj. Nördlich erhebt sich die Javořice (Jaborschützberg, 837 m n.m.), im Nordosten die Míchova skála (773 m n.m.) und der Široký kámen (772 m n.m.), östlich die Skalka (686 m n.m.), im Süden die Michalova skála (674 m n.m.), südwestlich der Za Vrškem (736 m n.m.) und im Nordwesten der Stříbrný vrch (760 m n.m.). Světlá liegt im Naturpark Javořická vrchovina. Gegen Westen erstreckt sich der Teich Karhof. Das Dorf ist lediglich über eine Straße von Horní Pole erreichbar.
Nachbarorte sind Janštejn im Norden, Řásná im Nordosten, Čejkovna und Lhotka im Osten, Částkovice, Mrákotín, Hamry und Praskolesy im Südosten, Lísky und Sumrakov im Süden, Horní Bolíkov und Studená im Südwesten, Horní Pole, Perka und Blatiny im Westen sowie Planiště, Klatovec und Kaliště im Nordwesten.

## Geschichte
Der Ort wurde im Zuge der Rodung der Wälder unterhalb Iglauer Berge angelegt; die historische Bebauung mit teils paarweise stehenden Drei- und Vierseithöfen fränkischen Typs und Hufenflur deutet auf eine Besiedlung durch deutsche Kolonisten hin. Die erste urkundliche Erwähnung des Dorfes erfolgte um 1360 unter den Gütern der Burg Sternberg, die Heinrich II. von Neuhaus von Stephan von Břesnitz erworben hatte. Eine weitere Erwähnung von Swietla stammt aus dem Jahre 1385 im Zuge eines Vergleichs zwischen den Vettern Heinrich dem Jüngeren von Neuhaus und Hermann von Neuhaus wegen der Güter Bielkau und Sternberg. Heinrich III. von Neuhaus überschrieb 1392 das von seinem Bruder Heinrich dem Jüngeren geerbte Gut Sternberg im Austausch gegen eine Hälfte von Zlabings landtäflig dem Hermann von Neuhaus. Dieser überschrieb 1398 Sternberg und weitere Güter seiner Tochter Elisabeth/Eliška († 1417) und deren Ehemann Johann von Krawarn-Krumau erblich als Heiratsgut. Um 1410 gehörte das Gut Sternberg der Witwe Elisabeth und deren Sohn Benedict von Krawarn-Krumau (Benešek z Kravař). Im Jahre 1414 verglichen sich Ulrich und Johann d. Ä. von Neuhaus darüber, dass Ulrich nach Benedicts Tod Bielkau und Johann d. Ä. Sternberg übernehmen solle. Wenig später verkauften Benedict von Krawarn und seine Mutter das Gut Sternberg an Ulrich von Neuhaus, der es 1415 dem Heinrich von Neuhaus überschrieb. Nach der Zerstörung der Burg Sternberg im Jahre 1423 durch die Hussiten unter Jan Hvězda z Vícemilic schlug Anna von Neuhaus die zugehörigen Dörfer der Herrschaft Teltsch zu. Die Niedere Gerichtsbarkeit oblag ab 1580 dem Erbrichter von Částkovice. Nach dem Tod des letzten männlichen Nachkommen der Herren von Neuhaus, Joachim Ulrich von Neuhaus, erbte dessen Besitzungen 1604 seine Tochter Lucie Ottilie, die seit 1602 mit Wilhelm Slawata verheiratet war. Mit dem Erlöschen des Grafengeschlechts der Slavata von Chlum und Koschumberg fiel Swietla als Teil der Herrschaft Teltsch 1702 an Franz Anton von Liechtenstein-Kastelkorn, dessen gleichnamiger Enkel die Herrschaft 1754 an Alois Podstatský von Prusinowitz vererbte. Der Theresianische Kataster weist für Swietla acht Bauern und neun Chalupner aus. Im Jahre 1791 lebten in den 26 Häusern von Swietla 185 Personen. Zum Dorf gehörten 170 Joch mäßiges Ackerland sowie einige Wiesen, Hutweiden und Waldstücke. Zu Beginn des 19. Jahrhunderts ordneten die Grafen Podstatský von Prusinowitz das Herrschaftssitz schlecht erreichbare Dorf der mit Teltsch verbundenen Herrschaft Studein zu. Zu dieser Zeit wurden die Kinder des Dorfes – abwechselnd in verschiedenen Häusern – durch den Mrákotiner Lehrer unterrichtet. Ab 1827 erfolgte der Schulunterricht in einem angemieteten Raum.
Im Jahre 1835 bestand das im Iglauer Kreis gelegene Dorf Swietla bzw. Swětla aus 30 Häusern mit 195 mährischsprachigen Einwohnern, darunter acht Protestanten Augsburgischen und drei Helvetischen Bekenntnisses. Katholischer Pfarr- und Schulort war Mrákotin. 1844 wurde in Swietla ein Schulhaus für eine einklassige Dorfschule erbaut. Bis zur Mitte des 19. Jahrhunderts blieb das Dorf der Allodialherrschaft Studein untertänig, Besitzer waren die Grafen von Podstatzky-Liechtenstein.
Nach der Aufhebung der Patrimonialherrschaften bildete Světlá / Swietla ab 1849 eine Gemeinde im Gerichtsbezirk Teltsch. Ab 1869 gehörte Světlá zum Bezirk Datschitz. Zu dieser Zeit hatte das Dorf 219 Einwohner und bestand aus 37 Häusern. Im Jahre 1900 lebten in Světlá 226 Personen, 1910 waren es 225. Nach dem Zusammenbruch der k.k. Monarchie wurde das Dorf 1918 Teil der neu gebildeten Tschechoslowakei. Beim Zensus von 1921 lebten in den 39 Häusern der Gemeinde Světlá / Swietla 208 Personen, davon 207 Tschechen. Im Jahre 1930 bestand Světlá aus 41 Häusern und hatte 200 Einwohner. Zwischen 1939 und 1945 war die Gemeinde Teil des Protektorats Böhmen und Mähren. Die Elektrifizierung des Dorfes erfolgte 1940. Nach dem Ende des Zweiten Weltkrieges wurde Světlá wieder Teil der Tschechoslowakei. 1949 wurde die Gemeinde dem Okres Třešť zugeordnet. Im Jahre 1950 lebten in den 44 Häusern von Světlá nur noch 142 Personen. 1961 erfolgte die Umgliederung in den Okres Jindřichův Hradec. Im Jahre 1970 hatte Světlá 105 Einwohner. 1972 wurde die Schule in Světlá geschlossen und die Kinder nach Studená umgeschult. Zum 1. Januar 1976 erfolgte die Eingemeindung nach Studená. Im Jahre 1991 lebten in den 35 Wohnhäusern von Světlá 36 Personen. Beim Zensus von 2011 bestand das Dorf aus 39 Häusern und hatte 27 Einwohner.

## Ortsgliederung
Der Ortsteil bildet den Katastralbezirk Světlá pod Javořicí.

## Sehenswürdigkeiten
- Hölzerner Glockenbaum im Ortszentrum
- Denkmal der Gefallenen des Ersten Weltkrieges, neben dem Glockenbaum
- Gusseisernes Wegkreuz, beim Haus Nr. 2
- Mehrere historische Gehöfte
- Gedenkstein des 1150-jährigen Jubiläums der Christianisierung des Mährerreichs, errichtet 2013 nordöstlich des Dorfes am Weg zur Světelská chata

## Schutzgebiete
- Nationales Naturdenkmal Zhejral, im westlichen Teil der Gemarkung am Teich Karhof